# Hemingstone
Hemingstone – wieś w Anglii, w hrabstwie Suffolk, w dystrykcie Mid Suffolk. Leży 9 km na północ od miasta Ipswich i 112 km na północny wschód od Londynu.